# Henning Köhler (Heilpädagoge)
Henning Köhler (21. Mai 1951 – 8. April 2021) war ein deutscher Heilpädagoge, Kinder- und Jugendtherapeut sowie Buchautor.

## Leben
Henning Köhler arbeitete als Heimerzieher, Kleinklassenlehrer, klinischer Heilpädagoge und in der freien Jugendarbeit. 1986 gründete er die Heilpädagogische-Therapeutische Ambulanz, die seit 1987 einen Teil des Janusz-Korczak-Institutes in Nürtingen (JKI) bildet. Das JKI hat sich in den letzten Jahren zu einer Arbeitsgemeinschaft mehrerer Praxen und Beratungsstellen (in Nürtingen, Köln, Karlsruhe, Heidelberg und Verona) entwickelt. Henning Köhler war ein Mitbegründer des Studienkreises für neue Pädagogik, der u. a. pädagogische Fachtagungen organisiert.
Köhler sah die Gabe von Psychopharmaka bei Aufmerksamkeitsstörungen von Kindern und Jugendlichen kritisch und war Mitglied des wissenschaftlichen Kuratoriums der Konferenz ADHS. Sein Kernanliegen war es, sogenannte verhaltensauffällige Kinder mit anderen Augen zu betrachten. Motto: „Das Gold im Kind aufspüren, statt auf Defizite zu starren.“ Verschiedentlich wurde ihm vorgeworfen, mit dieser Haltung Probleme zu bagatellisieren. Seine Behauptung, psychodiagnostische Etikettierungen seien vielfach überflüssig oder unsachgemäß, ist auch in Kreisen der Waldorfpädagogik, wo er einen hohen Bekanntheitsgrad genießt, umstritten.
Köhler war konzeptionell verantwortlich für mehrere berufliche Fortbildungslehrgänge in Deutschland, Österreich und Italien, die sich vor allem an Erzieher und Lehrer wenden. Er arbeitete als Heilpädagoge, Kinder- und Jugendtherapeut sowie als Erziehungsberater in freier Praxis, beriet Schulen und Kindergärten, unternahm Vortragsreisen im In- und Ausland und publizierte in diversen Zeitschriften. Er war Gastdozent an der Alanus-Hochschule (Alfter) und knapp zehn Jahre Kolumnist der Zeitschrift erziehungskunst. Bücher von Henning Köhler wurden in zwölf Sprachen übersetzt. Er starb am 8. April 2021, sechs Wochen vor seinem 70. Geburtstag. Er war verheiratet und hatte zwei Kinder.

## Publikationen
- Die stille Sehnsucht nach Heimkehr. Zum Verständnis der Pubertätsmagersucht. Verlag Freies Geistesleben, Stuttgart 1987. (Neuausgabe 2008, ISBN 978-3-7725-1560-6)
- Jugend im Zwiespalt. Verlag Freies Geistesleben, Stuttgart 1990. (7. Auflage 2009, ISBN 978-3-7725-2519-3)
- Vom Rätsel der Angst. Verlag Freies Geistesleben, Stuttgart 1992. (4. Auflage 2007, ISBN 978-3-7725-1061-8)
- Der Geschichtenkönig und das Sternenkind. Ein Märchen. Verlage Freies Geistesleben, Stuttgart 1992. (4. Auflage 2013, ISBN 978-3-7725-0912-4)
- Der Geschichtenkönig und das Sternenkind. Ein Märchen. Verlag Freies Geistesleben, Stuttgart 2013, Hörbuch, gelesen von Christoph Köhler, mit Musik von Kirsten Christmann, ISBN 978-3-7725-2469-1.
- Von ängstlichen, traurigen und unruhigen Kindern. Verlag Freies Geistesleben, Stuttgart 1994, ISBN 3-7725-1186-4. (8. Auflage 2013)
- Der Mensch im Spannungsfeld zwischen Selbstgestaltung und Anpassung. Verlag gesundheit initiativ, Esslingen 1995, ISBN 3-926444-24-X.
- Das Geheimnis der Kindheit. Vor welchen Aufgaben stehen Eltern und Lehrer heute? 2001. (Sonderdruck zum 10-jährigen Bestehen der Freien Waldorfschule Jena)
- Schwierige Kinder gibt es nicht. Verlag Freies Geistesleben, Stuttgart 1997. (7. Auflage 2007, ISBN 978-3-7725-2164-5)
- Vom Ursprung der Sehnsucht. Die Heilkraft von Kreativität und Zärtlichkeit. Verlag Freies Geistesleben, Stuttgart 1998. (3. Auflage 2007, ISBN 978-3-7725-2163-8)
- Das biographische Urphänomen. Vom Geheimnis des menschlichen Lebenslaufes. Verlag gesundheit initiativ, Esslingen 1998, ISBN 3-932161-13-0.
- Eros als Qualität des Verstehens. Vortrag. FIU-Verlag, Wangen im Allgäu 1998, ISBN 3-928780-18-2. (2. Auflage 2010)
- Vom Wunder des Kindseins. Verlag Freies Geistesleben, Stuttgart 2000. (Erweiterte Neuausgabe 2003, ISBN 3-7725-1266-6)
- Was haben wir nur falsch gemacht? Verlag Freies Geistesleben, Stuttgart 2000, ISBN 3-7725-1260-7.
- War Michel aus Lönneberga aufmerksamkeitsgestört? Der AD(H)S-Mythos und die neue Kindergeneration. Verlag Freies Geistesleben, Stuttgart 2002, ISBN 3-7725-1937-7. (5. Auflage 2013)
- Der menschliche Lebenslauf als Kunstwerk. Zwei Vorträge. FIU-Verlag, Wangen im Allgäu 2011, ISBN 978-3-928780-32-2.
- Verhaltensstörung oder Verhaltensoriginalität? Stuttgart 2001, Internationale Vereinigung der Waldorfkindergärten, Schriftenreihe Recht auf Kindheit, ein Menschenrecht.
- Jedem Kind seine Zukunft. DVD Video, Schönemetzer Filmproduktion, Köln 2006
- Wer oder was sieht dich an, wenn dich ein Neugeborenes ansieht? DVD Video. G.Emde-Verlag, Pittenhardt 2010.
- Eltern, wehrt euch! Hörbuch. Rundfunkwerkstatt Lübeck / Hg. Verein Würdigung des Kindseins e.V. 2010, vertrieben vom Freien Pädagogischen Arbeitskreis (FPA) Zürich.
- Heilende Pädagogik in einer spannungsgeladenen Zeit. Hörbuch. Verlag Sentovision, Münchenstein (Schweiz) 2013, ISBN 978-3-03752-088-8.
- Mythos AD(H)S. Brauchen Michel und Momo wirklich Psychopillen? Hörbuch (5 CDs), Verlag gesundheit-aktiv/Verein für anthroposophisches Heilwesen, Berlin 2009, ISBN 978-3-942192-01-9.
- mit Johanna Schneider: Wurzelwicht und Igel. Ein Bilderbuch für Kinder. Mellinger-Verlag, Stuttgart 2015, ISBN 978-3-88069-449-1.
- Der Schneck, der Rabe und die kitzlige Buche. Wirkstatt-Verlag, Basel 2017, ISBN 978-3-9524677-0-1.
- Individuelle Entfaltung – was heißt das eigentlich? Über das Ich-Rätsel in der Biografie. Gesundheitspflege initiativ, Esslingen 2018, ISBN 978-3-932161-86-5.

Beim Hörbuch-Verlag AUDITORIUM Netzwerk, Müllheim/Baden sind erschienen:
- Kinder, die aus dem Rahmen fallen. Verteidigungsrede für nichtfunktionierende Kinder. CD, 2004.
- Der werterkennende Blick und der schützende Kreis. Übungswege für Pädagogen. CD, 2005.
- Wer hat Angst vor'm kleinen Max? Über das Verhältnis von Autorität und Gewalt in der Erziehung. CD/DVD, 2010.
- Verhaltensauffälligkeiten, seelische Krisen und Nöte von Kindern und Jugendlichen. CD/DVD, 2011.
- Lehrgang Berater für allgemeine und spezielle Erziehungsfragen. Module I – XIV, Studienmaterial, 62 Stunden auf 12 MP3-CDs, 2011/1.

Henning Köhler wirkte zudem an mehreren Anthologien mit und publizierte ständig in diversen Zeitschriften.